# Boudewijn I van Gent
Boudewijn I van Gent (ca. 1030 - 24 april 1082) was een Vlaams edelman, de eerste die zich "heer van Aalst" noemde.

## Biografie
Boudewijn was een zoon van Rudolf van Gent (ca. 995 - 1052/1056) en van Gisela (ca. 1005 - na 1058), dochter van Frederik van Luxemburg. Boudewijn I noemde zichzelf ook "Gandensis" omdat hij voogd was van de Sint-Pietersabdij van Gent. Hij was ook heer van Waas, Drongen en Ruiselede, bezittingen die hij als een schenking van Robrecht I de Fries, graaf van Vlaanderen, had verkregen.
Boudewijn I stierf in april 1082. Zijn broer Gilbert trok met Willem de Veroveraar mee naar Engeland en ontving voor zijn diensten de heerlijkheid Folkingham.
Boudewijn was getrouwd met Oda, die na zijn dood in het klooster trad en nog in 1096 werd vermeld als non. Boudewijn en Oda kregen de volgende kinderen:
- Boudewijn II van Gent
- Zeger
- Gilbert, stichtte het klooster Vorst bij Brussel (stad) waar zijn moeder non werd.
- Walter
- Gertrude, gehuwd met Arnulf van Ardres
- Lutgarde, non in het klooster Voorst
- dochter, gehuwd met Ingelbrecht IV van Petegem
- mogelijk Elisabeth, gehuwd met Rasso II van Gavere